# Mattia Bonetti
Mattia Bonetti (Lugano, 1952) is een Zwitsers fotograaf en grafisch ontwerper. Hij werkt in Parijs.

## Biografie
Na een kunstopleiding voltooid te hebben, vestigde Bonetti zich in 1973 in Parijs, waar hij werkzaam was in de textielindustrie. Hij hield zich vervolgens bezig met fotografie en specialiseerde zich in het maken van decorstukken voor kunstfoto's. Sinds 1979 is hij vooral actief als grafisch en industrieel ontwerper. Hij heeft onder meer flessen voor Pernod Ricard ontworpen, maar was ook actief voor Nina Ricci en Shiseido. Het ontwerp van de kleuren en visuele identiteit van de tram van Montpellier is van zijn hand (in samenwerking met Élisabeth Garouste voor de visuele identiteit van lijn 1). Hij is eveneens verantwoordelijk voor het herontwerp van het koor van de kathedraal van Metz.
- Bibliothèque nationale de France: cb12098148h (data)
- Gemeinsame Normdatei: 119084953
- International Standard Name Identifier: 0000 0000 9251 6311
- Library of Congress Control Number: n99034606
- Nationale Bibliotheek van Israël: 987007447506805171
- Nederlandse Thesaurus van Auteursnamen: 071585281
- PIC: 276035
- RKD-Nederlands Instituut voor Kunstgeschiedenis: 226115
- Système universitaire de documentation: 035818980
- Union List of Artist Names: 500070045
- Virtual International Authority File: 96168999
- WorldCat: E39PBJcwCFHRrJtWFYD3WkG4MP